# Brut de femme
Brut de Femme – drugi album francuskiej wokalistki Diam’s, wydany w 2003 nakładem wytwórni EMI.

## Spis utworów
1. "Intro"
2. "Incassables"
3. "Mon Répertoire"
4. "Cruelle A Vie"
5. "Dj"
6. "Madame Qui ?"
7. "1980"
8. "Où Je Vais"
9. "Vénus"
10. "Ma Souffrance"
11. "Èvasion"
12. "Amoré"
13. "Daddy"
14. "Parce Que"
15. "Suzy 2003"